# Addicted (película de 2014)
Addicted es una película dramática estadounidense de 2014 dirigida por Bille Woodruff. Protagonizada por Sharon Leal, Boris Kodjoe, William Levy y Kat Graham, la cinta está basada en la novela homónima de la autora estadounidense  Kristina Laferne Roberts, más conocida como Zane. 

## Sinopsis
La película cuenta la vida de una exitosa empresaria dedicada al negocio del arte que tiene una familia que la quiere, con un esposo maravilloso y unos hijos preciosos, pero siente que a su vida sexual le falta algo. Empieza a frecuentar a Quinton Canoso (William Levy), con quien empieza a tener encuentros sexuales y posteriormente conoce a otro hombre con el que también empieza a tener encuentros sexuales donde llega a hacer realidad todas esas fantasías que había estado teniendo. Simultáneamente visita a una psicóloga que intenta ahondar en el motivo de que se comporte así. Trata de llegar al fondo de la cuestión pero Zoe se niega a recordar y deja de asistir a sus sesiones, después de lo cual decide dejar a sus amantes y volver con su esposo. Junta a los dos para poder terminar con esas relaciones pero entonces todo se le escapa de las manos: ninguno de los dos hombres se lo toma como ella esperaba, reaccionan violentamente e intentan atacarla. Zoe consigue escapar y cuando Quinton logra deshacerse de Corey, el otro amante, la amenaza de muerte. Zoe se esconde. Cuando  la encuentra, su esposo golpea por detrás a Quinton aturdiéndolo, y le dice a Zoe que se ha enterado de todo lo ocurrido. Sale de la casa, ella lo persigue y entonces es cuando él le dice que todo se ha acabado, que no quiere seguir con ella. Zoe decide suicidarse y empieza a cruzar la autopista: atropellada por un auto, logra sobrevivir al accidente. Seis meses después consigue volver a caminar y regresa a su casa, pero su esposo se separa de ella. Zoe entra en una profunda depresión y pierde su empresa. Su mejor amiga va a visitarla y busca como animarla, pero no lo consigue. Entonces la psicóloga con la que estuvo yendo a terapia le manda un folleto de la Asociación de Adictos Sexuales Anónimos. Zoe decide ir a dicha asociación y cuenta su historia, la que no quería recordar: cuando tenía 10 años fue violada por 3 chicos: la violación en grupo la llevó a sentir ese desprecio hacia sí misma, a sentirse como nada, a querer experimentar cosas que no eran buenas. La película se estrenó el 10 de octubre de 2014.

## Elenco
- Sharon Leal como Zoe Reynard.
- Boris Kodjoe como Jason Reynard.
- Tyson Beckford como Corey.
- Kat Graham como Diamond.
- William Levy como Quinton Canosa.
- Tasha Smith como Dra. Marcella Spencer.
- Maria Howell como Nina.
- Garrett Hines como Benny.
- Emayatzy Corinealdi como Brina.
- Hunter Burke como Shane.

## Producción
El rodaje empezó en noviembre de 2012 en Atlanta y sus alrededores.

## Recepción
Addicted recibió críticas negativas. Tiene un 8% en Rotten Tomatoes basado en 12 críticas, con un puntaje de 3.5/10. En Metacritic, la película tiene un puntaje de 32 en 100, basado en 9 críticas.